# Muret
Muret (in occitano guascone Murèth) è un comune francese di 24.087 abitanti situato nel dipartimento dell'Alta Garonna nella regione dell'Occitania, sede di sottoprefettura.
Durante la crociata albigese fu teatro di un'importante battaglia (1213).

## Storia
Il 13 settembre 1213 a Muret si svolse una battaglia durante la quale Pietro II di Aragona morì e si ebbe la vittoria dei crociati del nord, pur inferiori di numero. Nel corso della crociata contro i Catari, Simone de Montfort riuscì nella piana di Muret a rovesciare le sorti della battaglia e a sconfiggere l'aragonese. Lo stesso Pietro II rimase ucciso in battaglia insieme a 7.000 soldati tra i quali si trovavano le truppe di Tolosa che credendo ormai sicura la vittoria avevano abbandonato la città, finendo per morire disordinatamente sul campo di battaglia. Lo scontro di Muret fu un momento decisivo nella storia della Linguadoca, dell'intera Occitania e della Francia: il legato Pietro di Benevento ottenne la sottomissione non solo di Tolosa, ma anche di Narbonne, Foix, Comminges e Roussillon, mentre Simon de Montfort s'impadroniva anche dell'Agenais, del Périgord meridionale e del Rouergue.

## Società

### Evoluzione demografica
Abitanti censiti

## Amministrazione

### Gemellaggi
- Monzón